# Cédric Sacras
Cédric Sacras, né le 28 septembre 1996 à Luxembourg, est un footballeur international luxembourgeois, qui évolue au poste de défenseur au FC Progrès Niederkorn.

## Biographie

### Carrière en club
Cédric Sacras commence sa carrière de footballeur au club du Swift Hesperange, au Luxembourg. Il excelle dans le groupe des jeunes du club, où il se fait remarquer puis superviser par le FC Metz. Il signe finalement un contrat de jeune avec le FC Metz en 2011.
À partir de 2013, il intègre l'équipe réserve du FC Metz qui évolue en CFA puis en CFA 2. Depuis la saison 2015-2016 en CFA 2, où il est titulaire indiscutable de l’équipe réserve, où il joue aussi bien au poste de latéral gauche qu’en défense centrale.  

### Carrière internationale
Cédric Sacras compte deux sélections avec l'équipe du Luxembourg depuis 2016,. 
Le 28 mai 2015, il est convoqué pour la première fois en équipe du Luxembourg par le sélectionneur national Luc Holtz, pour un match amical et un match des éliminatoires de l'Euro 2016 contre la Moldavie et l'Ukraine mais n'entre pas en jeu. Il est de nouveau convoqué avec les Roud Léiwen en novembre 2015 puis en mars 2016.
Le 29 mars 2016, il honore sa première sélection contre l'Albanie en amical. Lors de ce match, Cédric Sacras entre à la 86e minute de la rencontre, à la place de Ricardo Delgado. Le match se solde par une défaite 2-0 des Luxembourgeois.